# Монзуль Катерина Володимирівна
Мóнзуль Катерина Володимирівна (нар. 5 липня 1981, Харків) — українська футбольна арбітриня. Перша жінка-арбітр в Україні, яка потрапила в елітну категорію арбітрів та арбітринь ФІФА та перша арбітриня, яка обслуговувала матчі прем'єр-ліги України. Судила фінал жіночої Ліги чемпіонів 2013/14 «Тюресо» — «Вольфсбург» і фінал жіночого чемпіонату світу 2015 США — Японія.
Міжнародна федерація футбольної історії та статистики назвала Монзуль найкращою арбітринею світу 2015 року.
У 2020 році журнал Фокус включив Катерину Монзуль до рейтингу найвпливовіших жінок України під №100.
14 листопада 2020 вперше в історії виконувала обов'язки головної арбітрині в складі української жіночої бригади арбітрів на матчі чоловічих збірних Сан-Марино — Гібралтар в рамках Ліги націй.
2021 рік — Міжнародна федерація футбольної історії і статистики (IFFHS) визнала українку Монзуль третьою в рейтингу арбітринею останнього десятиліття (з 2011 по 2020 роки).
Катерина Монзуль стала другою в історії жінкою, яка провела матч відбору на чемпіонат світу з футболу між чоловічими командами. 28 березня 2021 року 39-річна українка працювала на матчі Австрія - Фарерські острови у Відні.

## Біографія
Катерина Монзуль закінчила Харківський національний університет міського господарства імені О. М. Бекетова. Дитинство провела у Бабаях Харківської області. З дитинства захоплювалась футболом, грала за місцеву команду. У 18 років, обираючи між кар'єрою арбітрині та гравчині, обрала перший варіант. Працювала у всіх чотирьох категоріях судей УАФ. На початках зіштовхувалась із несприйняттям зі сторони чоловіків, однак, не полишила роботу. 24 вересня 2005 року Катерина Монзуль вперше була арбітринею в товариському матчі між національним жіночими командами Фінляндії та Польщі.
11 червня 2009 року розглядалось питання про можливість надати Катерині Монзуль права бути арбітринею ігор Першої ліги, проте, вона отримала відмову. Тільки через два роки, 4 жовтня 2011 року, Катерина Монзуль отримала лицензію судді Першої ліги.
Катерина Монзуль потрапила в категорію елітних суддів ФІФА, причому стала першою жінкою-суддею з України, яка удостоєна такого звання. Обслуговувала матчі жіночої Ліги чемпіонів, відбіркові матчі до жіночого Євро-2013. На міжнародних зборах у Туреччині в лютому 2012 року проводила матч команд «Лудогорець» (Болгарія) і «Ністру» (Молдова) та завоювала прихильність гравців і тренерів обох команд завдяки своїй бездоганній роботі.
Була включена в список суддів до чемпіонату Європи 2013 року в Швеції. Проводила на груповому етапі матчі Данія-Швеція (група A), Англія-Іспанія (група C), а також півфінал Норвегія-Данія.
Проводила матчі на груповому етапі матчі чемпіонату світу з футболу 2014 серед дівчат до 20 років у Канаді.
На чемпіонаті світу 2015 року в Канаді стала суддею фінального матчу між збірними США і Японії (5: 2).
За підсумками голосування міжнародної федерації футбольної історії і статистики (IFFHS) Монзуль була визнана кращою жінкою арбітринею 2015 року.
У 2020 році журнал Фокус включив Катерину Монзуль до рейтингу найвпливовіших жінок України.
На початку 2021 року Міжнародна федерація футбольної історії і статистики (IFFHS) опублікувала рейтинг найкращих арбітринь останнього десятиліття (з 2011 по 2020 роки). Українка Катерина Монзуль набрала 124 бали (3-е місце), її  випередили лише німкеня Бабіана Стейнхаус і швейцарка Естер Стаублі.
Катерина Монзуль стала однією з перших арбітринь, що працювали на матчах кваліфікації ЧС-2022. Катерина розсудила зустріч Австрія—Фарерські острови у Відні, що відбувся 28 березня. Вся бригада Монзуль була з України. На лініях Катерині допомагали Олександр Жуков і Віктор Матяш, а Денис Шурман був четвертим суддею.

## Кар'єра
Арбітриня ДЮФЛ та аматорської першості України (2002-2004), другої ліги (2004-2011), першої ліги (2011-2016). Від сезону 2011/2012	обслуговувала першість України U-21. 3 квітня 2016 дебютувала в Прем'єр-лізі матчем «Волинь» - «Чорноморець». Увійшла до історії українського футболу, як перша жінка-головна арбітриня матчу прем'єр-ліги України серед чоловіків.
Арбітриня ФІФА із 2004 року. 24 вересня 2005 року дебютувала на міжнародній арені в товариському матчі між жіночими збірними Фінляндії та Польщі. Працювала на жіночих Євро 2009 і 2013. Від сезону 2010/11 регулярно обслуговує матчі жіночої Ліги чемпіонів. У березні 2016 року увійшла до виконкому ФФУ.
Найважливіші матчі:
- півфінал Ліги чемпіонів 2012/13: «Арсенал» — «Вольфсбург»;
- півфінал Євро-2013: Норвегія — Данія;
- фінал Ліги чемпіонів 2013/14: «Тюресо» — «Вольфсбург» (однією з асистенток була Наталія Рачинська);
- фінал чемпіонату світу 2015: США — Японія (однією з асистенток була Наталія Рачинська);
- 14 листопада 2020 вперше в історії виконувала обов'язки головної арбітрині в складі української жіночої бригади арбітрів на матчі чоловічих збірних Сан-Марино — Гібралтар в рамках Ліги націй; [8]
- 28 березня 2021 року працювала на матчі кваліфікації ЧС-2022 (Австрія - Фарерські острови).
- фінал чемпіонату Європи 2022: Англія — Німеччина;

## Статистика
Статистика станом на березень 2021 року
|                         | Чемпіонат світу кваліфікація (Європа)     | Кількість матчів | Жовта картка | Повторне попередження | Червона картка |
| ----------------------- | ----------------------------------------- | ---------------- | ------------ | --------------------- | -------------- |
| 2021                    | 2021                                      | 1                | 2            |                       |                |
|                         |                                           | 1                | 2            |                       |                |
|                         | Ліга націй (D)                            | Кількість матчів | Жовта картка | Повторне попередження | Червона картка |
| 2020/2021               | 2020/2021                                 | 1                | 4            | -                     | 1              |
|                         |                                           | 1                | 4            | -                     | 1              |
|                         | Жіночий кубок світу                       | Кількість матчів | Жовта картка | Повторне попередження | Червона картка |
| Франція 2019            | Франція 2019                              | 3                | 5            | -                     | -              |
| Канада 2015             | Канада 2015                               | 4                | 7            | 1                     | -              |
|                         |                                           | 7                | 12           | 1                     | -              |
|                         | Жіночий Кубок світу кваліфікація (Європа) | Кількість матчів | Жовта картка | Повторне попередження | Червона картка |
| 2017/2018               | 2017/2018                                 | 4                | 8            | -                     | -              |
| 2013/2014               | 2013/2014                                 | 7                | 12           | 1                     | 1              |
|                         |                                           | 11               | 20           | 1                     | 1              |
|                         | Жіночі Олімпійські ігри                   | Кількість матчів | Жовта картка | Повторне попередження | Червона картка |
| Ріо де Жанейро 2016     | Ріо де Жанейро 2016                       | 2                | 5            | 1                     | -              |
|                         |                                           | 2                | 5            | 1                     | -              |
|                         | Жіночі Олімпійські кваліфікаційні матчі   | Кількість матчів | Жовта картка | Повторне попередження | Червона картка |
| 2016                    | 2016                                      | 1                | -            | -                     | -              |
|                         |                                           | 1                | -            | -                     | -              |
|                         | Товариські ігри жіночих збірних           | Кількість матчів | Жовта картка | Повторне попередження | Червона картка |
| 2019                    | 2019                                      | 1                | 3            | -                     | -              |
|                         |                                           | 1                | 3            | -                     | -              |
|                         | Жіноче EURO                               | Кількість матчів | Жовта картка | Повторне попередження | Червона картка |
| Нідерланди 2017         | Нідерланди 2017                           | 4                | 16           | 1                     | -              |
| Швеція 2013             | Швеція 2013                               | 3                | 7            | -                     | -              |
| Фінляндія 2009          | Фінляндія 2009                            | 2                | 4            | -                     | -              |
|                         |                                           | 9                | 27           | 1                     | -              |
|                         | Жіноче EURO кваліфікація                  | Кількість матчів | Жовта картка | Повторне попередження | Червона картка |
| 2019/2020               | 2019/2020                                 | 1                | 1            | -                     | -              |
| 2011/2012               | 2011/2012                                 | 1                | 4            | -                     | -              |
|                         | U21 EURO кваліфікація                     | Кількість матчів | Жовта картка | Повторне попередження | Червона картка |
| 2019/2020               | 2019/2020                                 | 1                | 8            | -                     | -              |
|                         |                                           | 1                | 8            | -                     | -              |
|                         | U20 Жіночий кубок світу                   | Кількість матчів | Жовта картка | Повторне попередження | Червона картка |
| Франція 2018            | Франція 2018                              | 2                | 3            | -                     | -              |
| Канада 2014             | Канада 2014                               | 2                | 4            | -                     | -              |
|                         |                                           | 4                | 7            | -                     | -              |
|                         | Ліга Європи                               | Кількість матчів | Жовта картка | Повторне попередження | Червона картка |
| 2020/2021               | 2020/2021                                 | 1                | 9            | -                     | -              |
|                         |                                           | 1                | 9            | -                     | -              |
|                         | Прем'єр-ліга України                      | Кількість матчів | Жовта картка | Повторне попередження | Червона картка |
| 2020/2021               | 2020/2021                                 | 6                | 27           | 1                     | 1              |
| 2019/2020 Playoffs EL   | 2019/2020 Playoffs EL                     | 1                | 6            | -                     | -              |
| 2019/2020 Championship  | 2019/2020 Championship                    | 4                | 20           | -                     | -              |
| 2019/2020 Relegation    | 2019/2020 Relegation                      | 1                | 4            | -                     | -              |
| 2019/2020               | 2019/2020                                 | 4                | 15           | -                     | 4              |
| 2018/2019 Meisterschaft | 2018/2019 Meisterschaft                   | 1                | 6            | -                     | -              |
| 2018/2019 Abstieg       | 2018/2019 Abstieg                         | 1                | 2            | -                     | -              |
| 2018/2019               | 2018/2019                                 | 5                | 23           | -                     | -              |
| 2017/2018 Relegation    | 2017/2018 Relegation                      | 2                | 8            | 1                     | -              |
| 2017/2018               | 2017/2018                                 | 5                | 20           | 2                     | -              |
| 2016/2017 Meisterschaft | 2016/2017 Meisterschaft                   | 1                | 7            | -                     | -              |
| 2016/2017 Abstieg       | 2016/2017 Abstieg                         | 1                | 5            | -                     | -              |
| 2016/2017               | 2016/2017                                 | 8                | 30           | -                     | -              |
| 2015/2016               | 2015/2016                                 | 3                | 7            | 1                     | -              |
|                         |                                           | 43               | 180          | 5                     | 5              |
|                         | Кубок України                             | Кількість матчів | Жовта картка | Повторне попередження | Червона картка |
| 2019/2020               | 2019/2020                                 | 3                | 20           | -                     | -              |
| 2016/2017               | 2016/2017                                 | 1                | -            | -                     | -              |
|                         |                                           | 4                | 20           | -                     | -              |
|                         | Жіноча Ліга чемпіонів                     | Кількість матчів | Жовта картка | Повторне попередження | Червона картка |
| 2019/2020               | 2019/2020                                 | 2                | 5            | -                     | 1              |
| 2018/2019               | 2018/2019                                 | 1                | 4            | -                     | -              |
| 2017/2018               | 2017/2018                                 | 2                | 1            | -                     | -              |
| 2016/2017               | 2016/2017                                 | 3                | 12           | -                     | -              |
| 2015/2016               | 2015/2016                                 | 3                | 4            | -                     | -              |
| 2014/2015               | 2014/2015                                 | 3                | 8            | -                     | -              |
| 2013/2014               | 2013/2014                                 | 3                | 7            | -                     | -              |
| 2012/2013               | 2012/2013                                 | 3                | 2            | -                     | -              |
| 2011/2012               | 2011/2012                                 | 2                | 4            | -                     | -              |
| 2010/2011               | 2010/2011                                 | 1                | 3            | -                     | -              |
|                         |                                           | 23               | 50           | -                     | 1              |

## Галерея

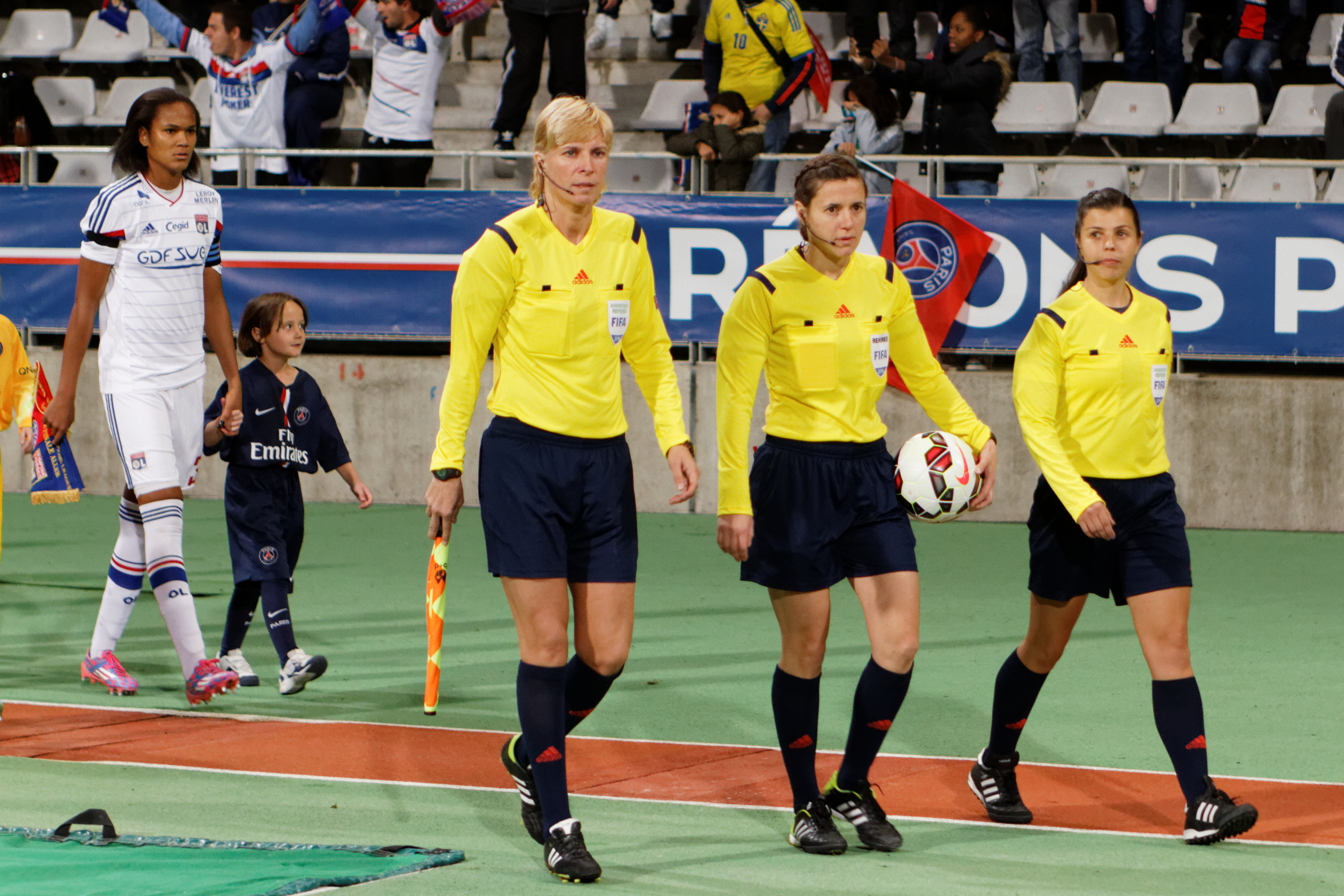
PSG-Lyon (2014)
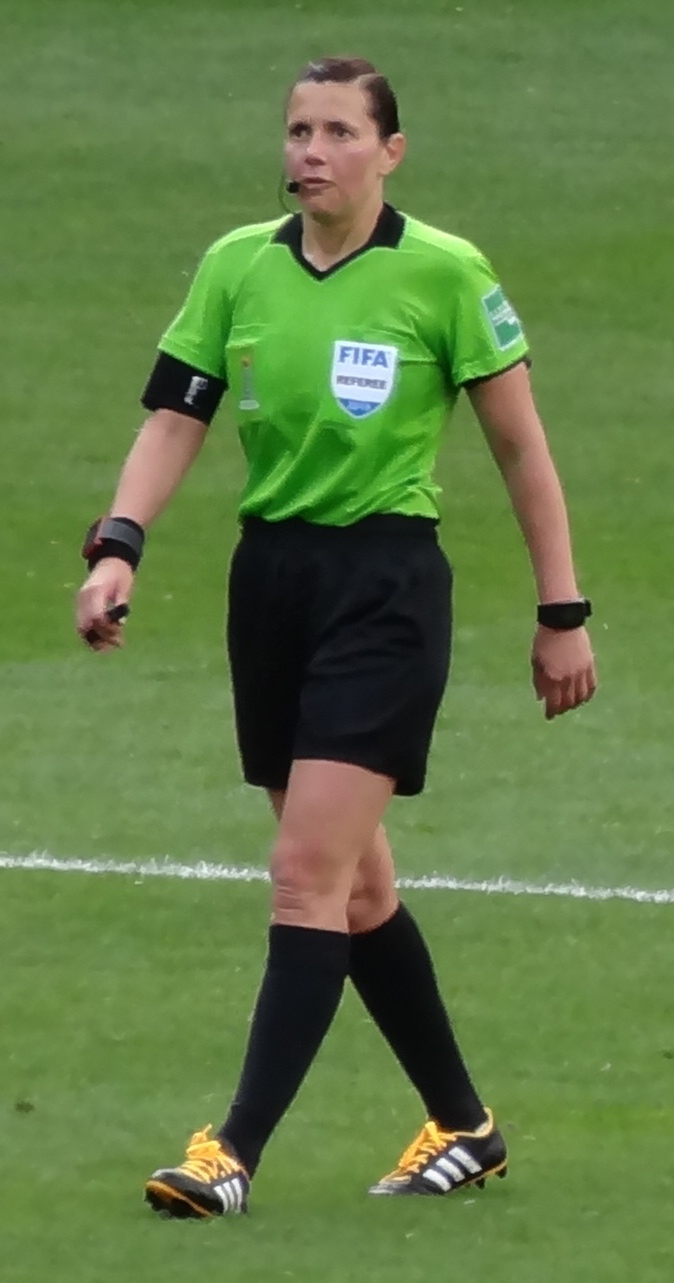
Kateryna Monzul (referee)
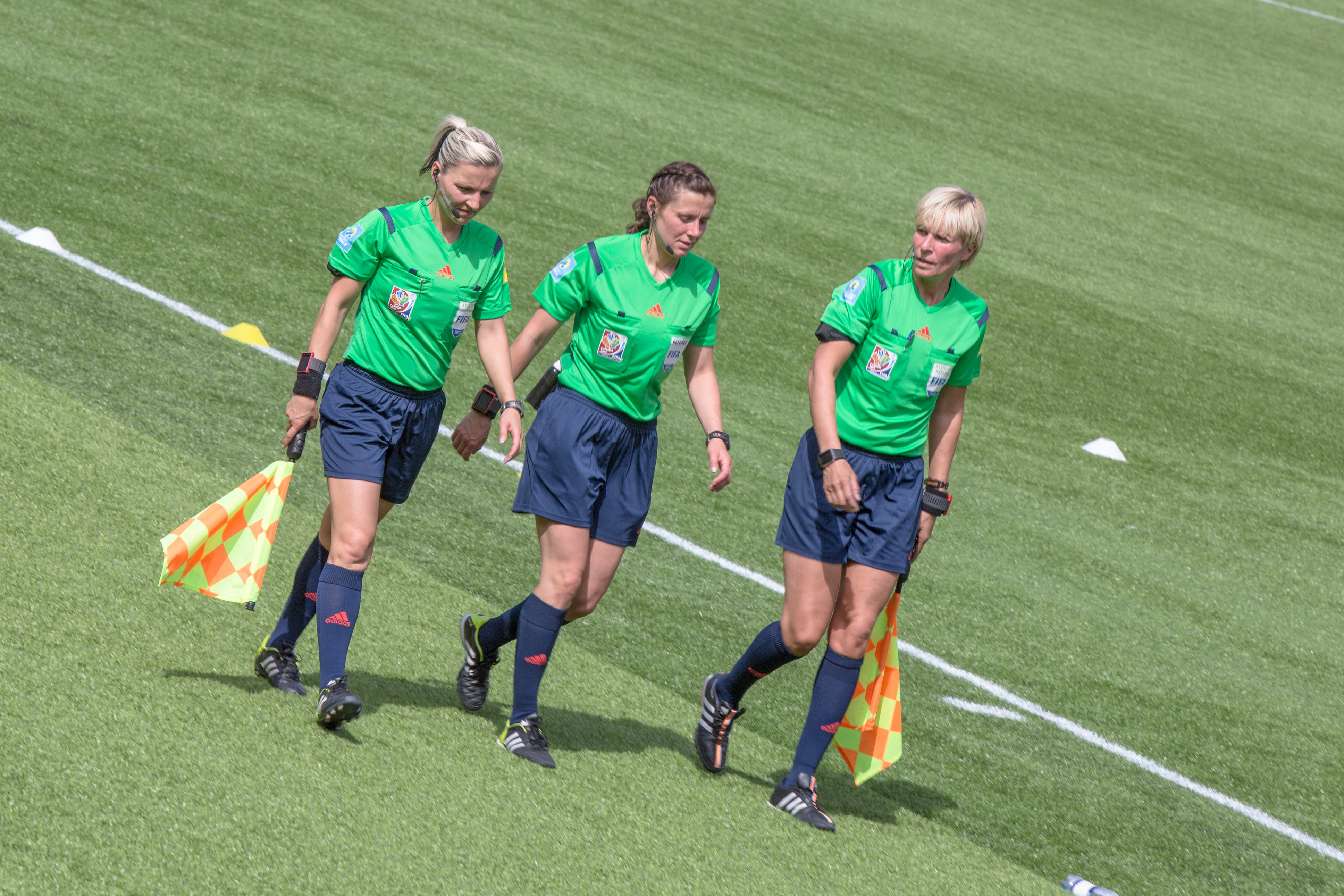
FIFA Women's World Cup Canada 2015
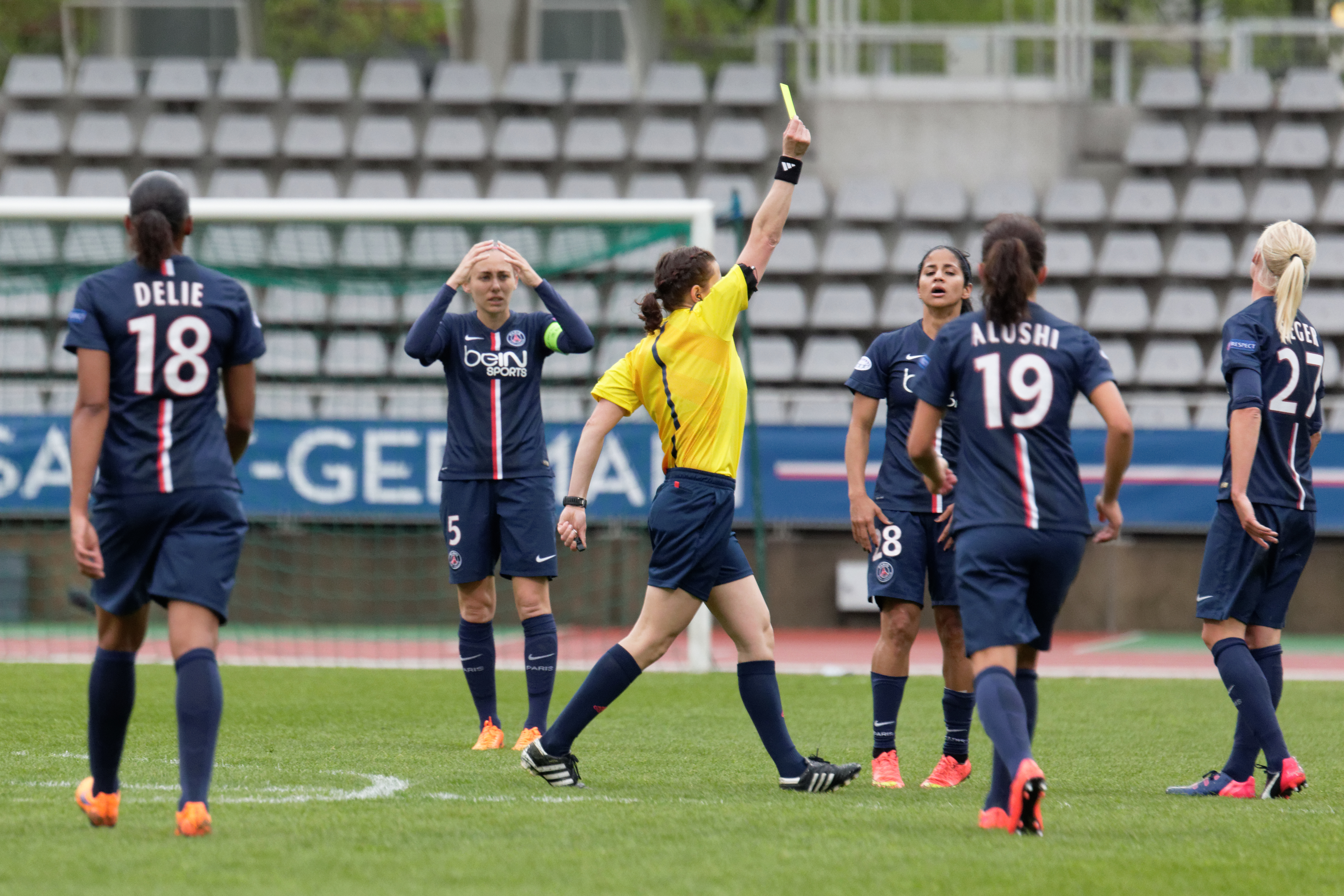
PSG-Wolfsburg (2015)